# Expédition 57 (ISS)
Insigne de la mission
Équipage de l'expédition 57
Chronologie
Expédition 56 Expédition 58
L’Expédition 57 est le 57e roulement de l'équipage permanent de l'ISS. Elle débute en octobre 2018 et est dirigée par Alexander Gerst, second européen à diriger la station. Cette expédition est perturbée par l'échec du décollage de Soyouz MS-10, qui devait emmener deux membres d'équipage vers la station.

## Équipage
| Rôle               | Première partie (octobre à décembre 2018)          | Seconde partie (décembre 2018)                     |
| ------------------ | -------------------------------------------------- | -------------------------------------------------- |
| Commandant         | Alexander Gerst - ESA Second vol spatial           | Alexander Gerst - ESA Second vol spatial           |
| Ingénieur de vol 1 | Serena Auñón-Chancellor - NASA Premier vol spatial | Serena Auñón-Chancellor - NASA Premier vol spatial |
| Ingénieur de vol 2 | Sergueï Prokopyev - Roscosmos Premier vol spatial  | Sergueï Prokopyev - Roscosmos Premier vol spatial  |
| Ingénieur de vol 3 |                                                    | Oleg Kononenko - Roscosmos Quatrième vol spatial   |
| Ingénieur de vol 4 |                                                    | David Saint-Jacques - ASC Premier vol spatial      |
| Ingénieur de vol 5 |                                                    | Anne McClain - NASA Premier vol spatial            |

### Remarque
Jeanette Epps devait normalement faire partie de l'expédition 56/57 avec Gerst et Prokopyev mais pour des raisons personnelles elle a renoncé et a été remplacée par sa doublure Serena Auñón-Chancellor,. L'expédition aura un équipage de cinq astronautes au lieu des six habituels en raison de la décision de la Russie de réduire de 2017 à 2019 ses effectifs de trois à deux cosmonautes pour des raisons budgétaires.
L'équipage devait initialement être rejoint par Alekseï Ovtchinine et Nick Hague au début du mois d'octobre. Mais ces deux personnes n'ont pas atteint l'ISS à la suite de l'incident de tir de leur véhicule, Soyouz MS-10. L'équipage de la Station est constitué de trois personnes jusqu'à l'arrivée de la mission suivante, MS-11 partie le 3 décembre, la date de la mission ayant été avancée.

## Déroulement

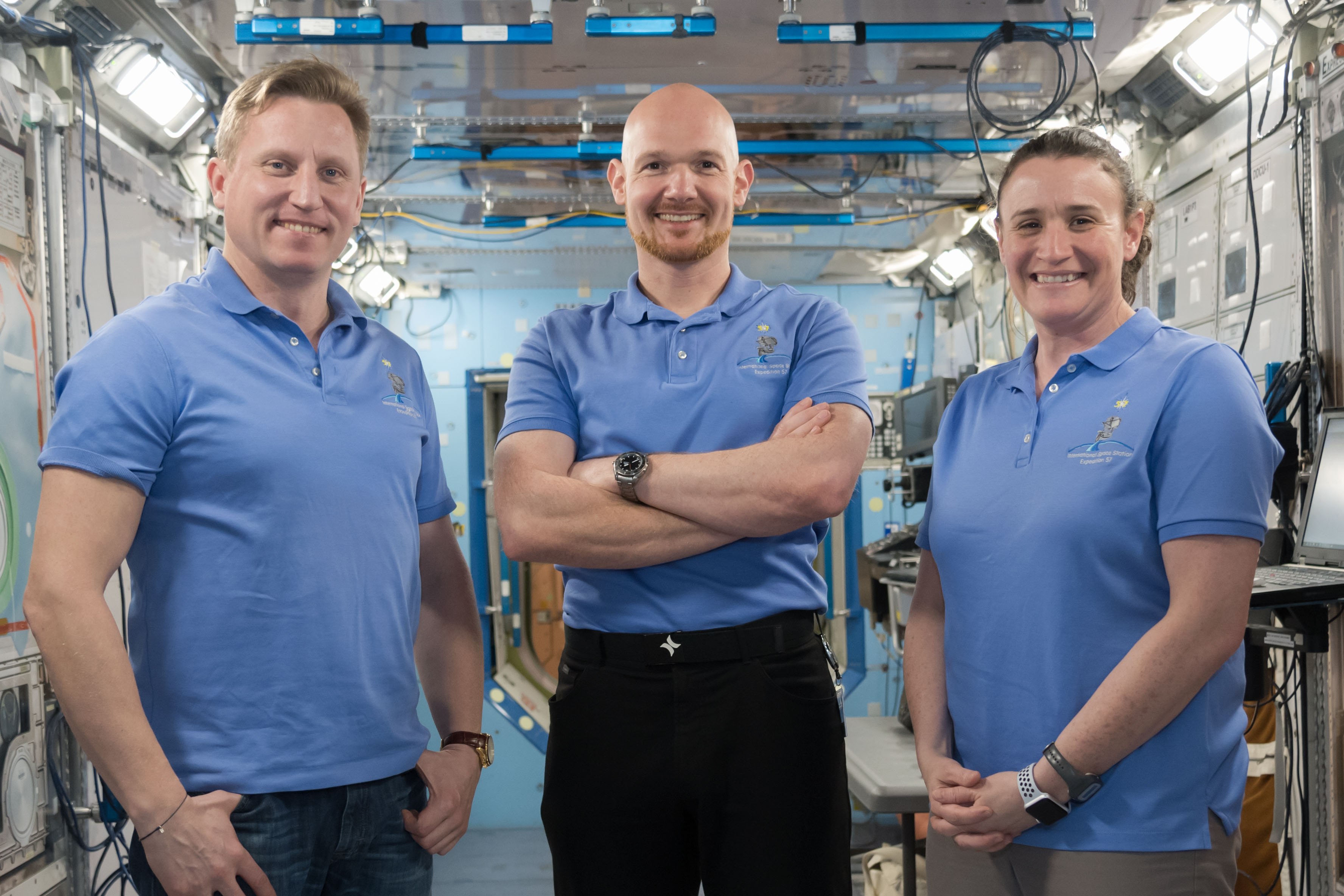
Les membres de l'équipage de l'expédition 56/57, Alexander Gerst, Serena Aunon-Chancellor et Sergei Prokopev, lors d'une séance d'entraînement aux opérations de routine

L'Expédition 57 commence quand Andrew Feustel, Oleg Artemiev et Richard Arnold quittent la Station à bord du MS-08. La veille, Feustel a passé le commandement à Gerst. La mission Soyouz MS-10 devait décoller quelques jours plus tard depuis Baïkonour, situé au Kazakhstan, avec à son bord Alekseï Ovtchinine et Nick Hague,, mais celle-ci eu un incident lors du lancement et fit un atterrissage d'urgence.
Pendant que les agences spatiales évaluent la marche à suivre à la suite de l'échec du vol Soyouz MS-10, les trois astronautes à bord poursuivent leur programme de maintenance de la Station et d'expériences scientifiques.
Le cosmonaute Sergueï Prokopyev a étudié l'impact des forces sur la structure de la Station, au moment des arrimages des véhicules par exemple. Il s'est aussi intéressé aux aspects humains de la vie orbitale, en menant une étude observatoire sur les interactions entre l'équipage et le centre de contrôle de Moscou. Par la suite, il a configuré un appareil photo pour permettre à des scolaires de faire des prises de vue à distances depuis la Station, dans le cadre de l'expérience EarthKAM.
En novembre, le commandant Alexander Gerst a mené une étude sur la perception du temps en microgravité, et ses impacts physiques et mentaux pour les astronautes. Il a également commissionné le robot CIMON, qui doit démontrer la capacité d'une intelligence artificielle à interagir avec des astronautes.
L'équipage a réalisé une sortie extra-véhiculaire le 11 décembre, pour examiner le fuselage extérieur du Soyouz MS-09 avant son départ. Un trou avait été découvert plusieurs mois auparavant à bord du MS-09, après qu'une baisse de pression anormale ait été détectée par les contrôleurs au sol. Les cosmonautes Oleg Kononenko et Sergueï Prokopyev ont découpé les couches d'isolations du véhicule pour découvrir le trou dans le fuselage, qui avait été colmaté de l'intérieur après sa découverte. Après cinq heures d'efforts, ils ont pu trouver le trou, prendre des photos et collecter des échantillons, avant de conclure l'EVA de 7h45.

## Vols non-habités vers la Station
Les missions de ravitaillement qui sont arrivées à la Station au cours de l'Expédition 57 :
| Véhicule - numéro de vol ISS | Pays       | Mission    | Lanceur     | Port d'amarrage | Tir (UTC)                  | Arrimage (UTC)          | Désarrimage (UTC)      | Durée     | Désorbitation          |
| ---------------------------- | ---------- | ---------- | ----------- | --------------- | -------------------------- | ----------------------- | ---------------------- | --------- | ---------------------- |
| Progress MS-10 - ISS 71P     | Russie     | Logistique | Soyuz-FG    | Zvezda arrière  | 16 novembre 2018, 18:14:08 | 18 novembre 2018, 19:28 | 4 juin 2019, 8:40      | 198 jours | 4 juin 2019, 11:46     |
| Cygnus NG-10 - CRS NG-10     | États-Unis | Logistique | Antares 230 | Unity nadir     | 17 novembre 2018, 09:01:31 | 19 novembre 2018, 12:31 | 8 février 2019, 16:16  | 81 jours  | 25 février 2019, 9:05  |
| SpaceX CRS-16 - CRS SpX-16   | États-Unis | Logistique | Falcon 9    | Harmony nadir   | 5 décembre 2018, 18:16:16  | 8 décembre 2018, 15:36  | 13 janvier 2019, 20:05 | 36 jours  | 14 janvier 2019, 04:19 |

## Galerie

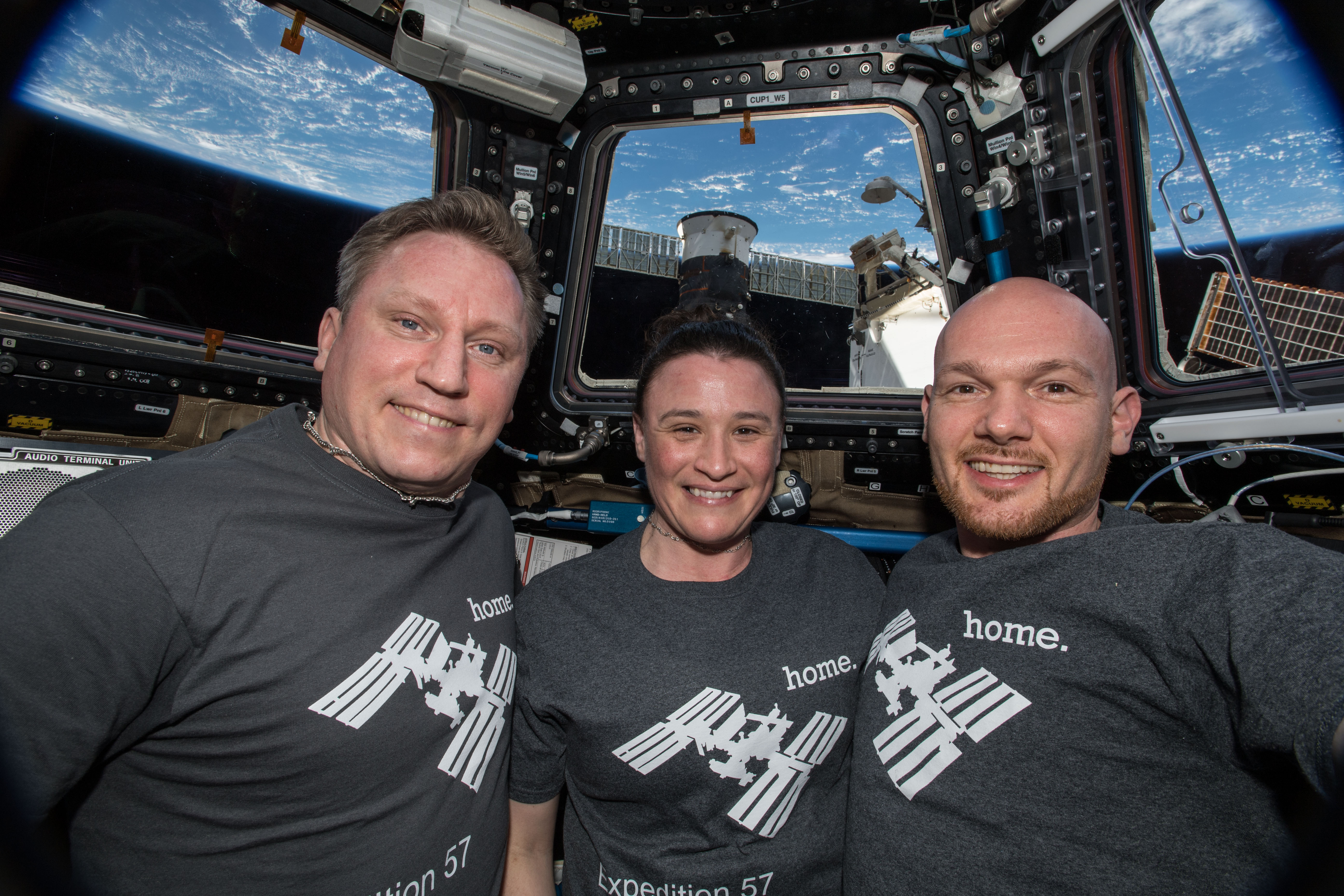
L'équipage réduit de l'Expédition 57, le jour de l'échec du lancement du Soyouz MS-10
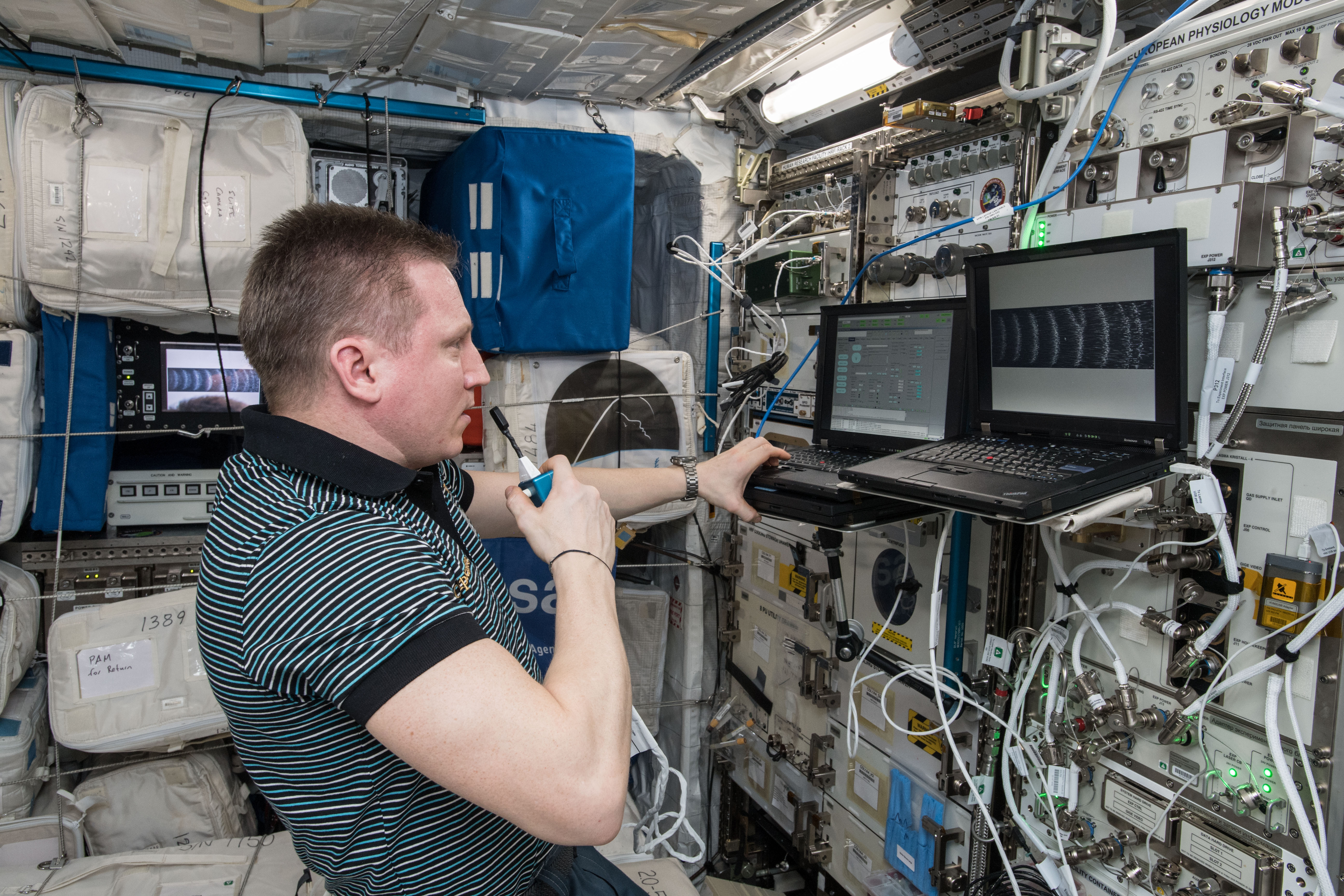
Sergueï Prokopyev surveillant une expérience sur du plasma
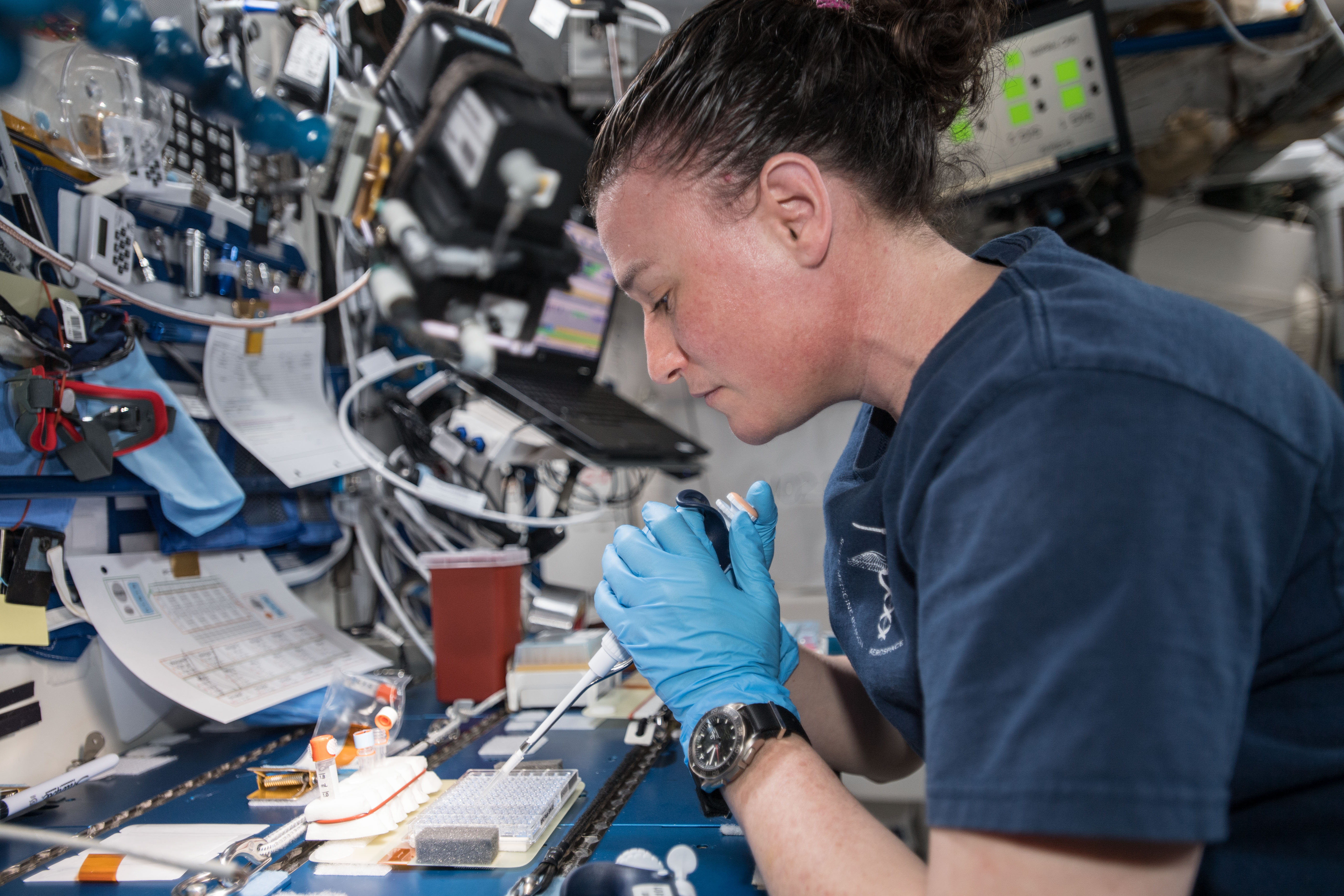
Serena Auñon-Chancellor menant une expérience sur des cristaux de protéine
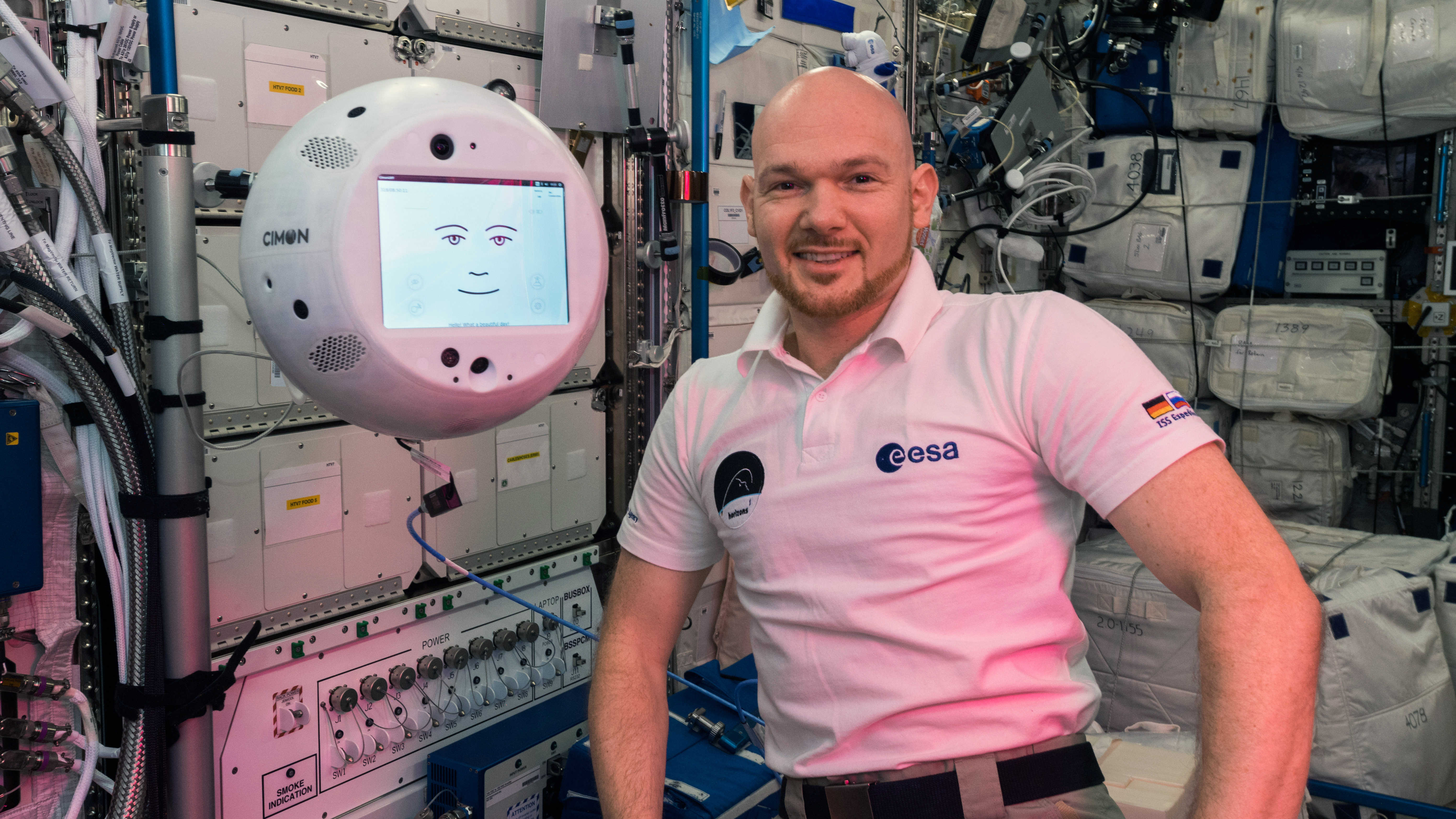
Alexander Gerst et le robot CIMON, dans le laboratoire Columbus
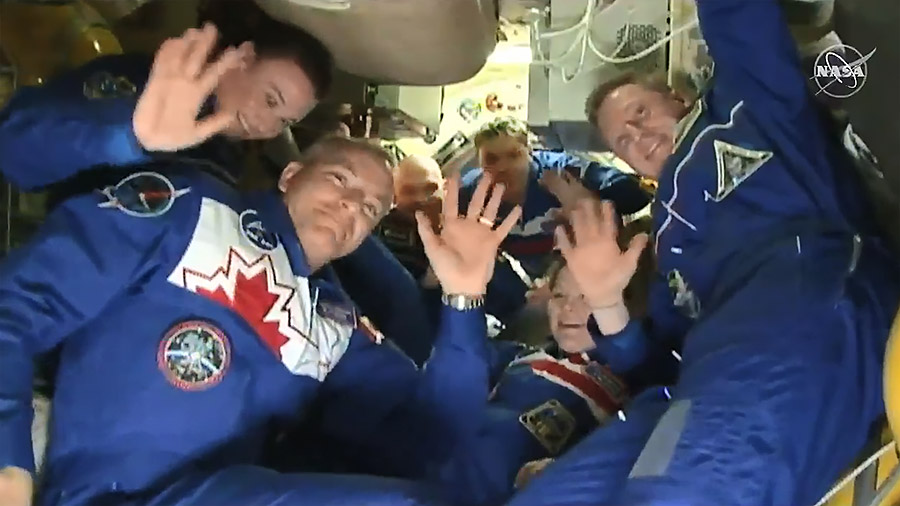
L'arrivée de l'équipage du Soyouz MS-11
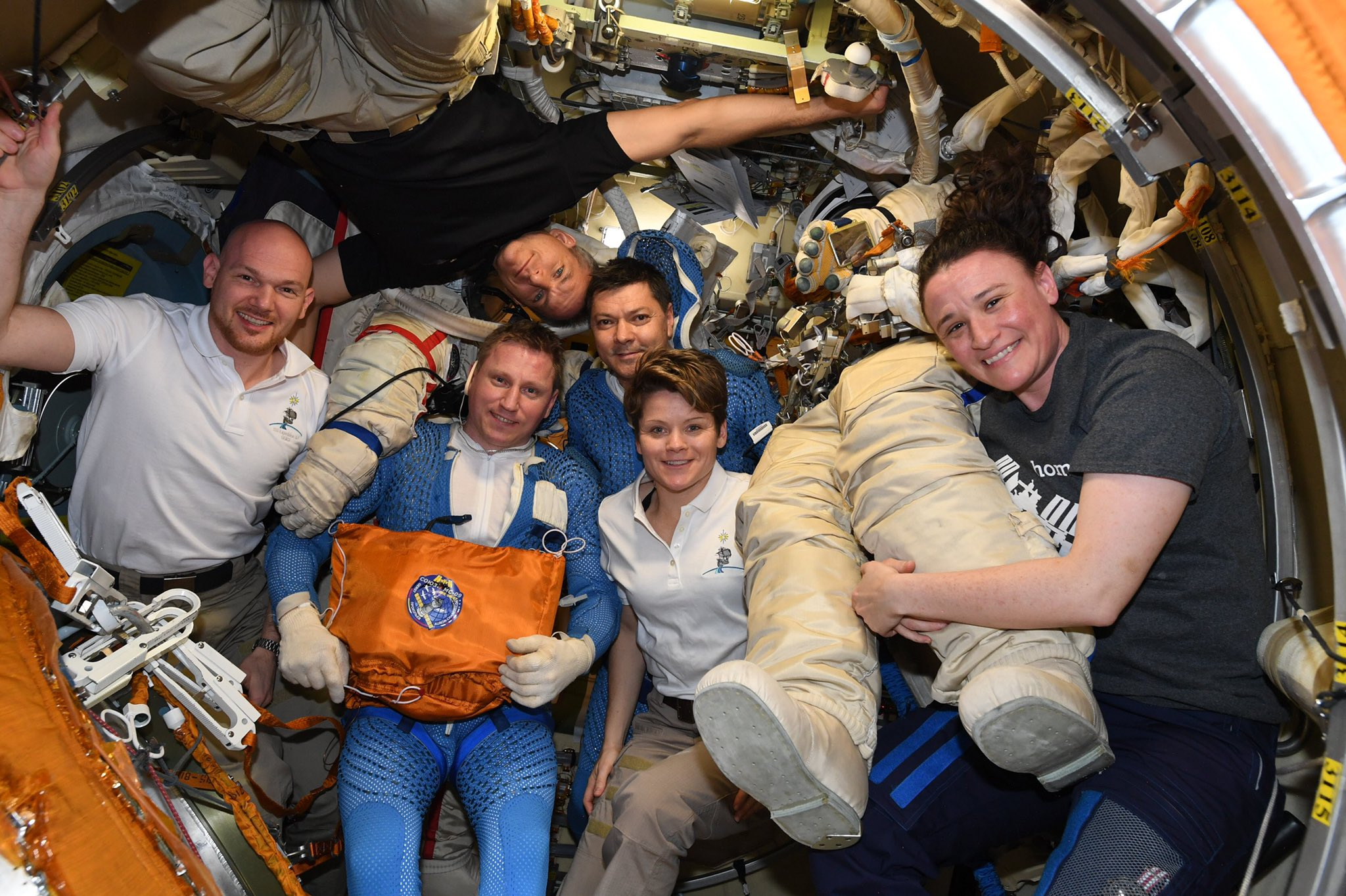
L'équipage dans le sas Pirs après la sortie extra-véhiculaire russe